# The Painted Stallion
The Painted Stallion (bra Aliado Misterioso) é um seriado de 1937 produzido pela  Republic Pictures. É o sexto entre os sessenta e seis seriados do estúdio, e o terceiro de Western produzido pela Republic, na época bastante envolvida em Western B. Como os demais seriados da época, foi marcado por diversos cliffhangers, que asseguravam a atenção do público da época.
Este seriado marcou a direção de William Witney, que se tornaria uma das estrelas da Republic Pictures. O seriado anterior, Zorro Rides Again, em 1937, fora seu primeiro trabalho, porém em parceria com o então famoso diretor John W English. Witney havia trabalhado como editor em seriados anteriores, mas fez a mudança para a direção quando um outro diretor se tornou incapaz de trabalhar devido ao alcoolismo.

## Sinopse
Uma caravana em viagem de Independence, Missouri até Santa Fé, Novo México, encontra problemas quando Dupray, ditador mexicano deposto, e seu capanga Zamoro (Duncan Renaldo), tentam impedir que a caravana chegue a seu destino. Chefiada por Walter Jamison (Hoot Gibson), que leva consigo o agente estadunidense Clark Stuart (Ray Corrigan), cuja missão é um acordo com o novo governo do México, a caravana reage, com a ajuda da misteriosa índia “The Rider” (Julia Thayer), que surge em um garanhão malhado (Painted Stallion). Entre os ocupantes da caravana estão Kit Carson, Jim Bowie e Davy Crockett, personagens históricos, que ajudam Stuart. Com a chegada da cavalaria dos EUA e da assinatura do Tratado, Stuart e “Rider” vão embora juntos.

## Elenco
- Ray "Crash" Corrigan … Clark Stuart
- Hoot Gibson … Walter Jamison
- LeRoy Mason … Dupray
- Duncan Renaldo … 'Zamorro'
- Sammy McKim … Kit Carson
- Hal Taliaferro … Jim Bowie
- Jack Perrin … Davy Crockett
- Ed "Oscar" Platt e Lou Fulton ... 'Oscar e Elmer', a dupla de comediantes
- Julia Thayer … 'The Rider', mulher misteriosa que se acreditava ser um espírito índio em um cavalo fantasma
- Yakima Canutt … 'Tom'
- Matson Williams … 'Macklin'
- Duke Taylor … 'Bill'
- Loren Riebe … 'Pedro'
- George DeNormand … 'Oldham'
- Gordon De Main … 'Governador'
- Charles King … 'Bull Smith'
- Vinegar Roan … 'Pete'
- Monte Montague … Tanner (não-creditado)

## Produção
O seriado foi filmado entre 10 de fevereiro e 3 de março de 1937, e foi o seriado número 421. The Painted Stallion foi orçado em $102,157, mas custou $109,164. Esses valores tornaram-no o seriado o mais barato de 1937, e o mais barato de todos os seriados da Republic.

## Lançamento

### Cinemas
O lançamento official de The Painted Stallion foi em 5 de junho de 1937, porém atualmente essa data é considerada a da liberação do 6º capítulo.
Uma versão com 67 minutos foi editada e lançada, em 11 de fevereiro de 1938, sendo um dos 14 filmes realizados pela Republic a partir de seus seriados.

### Televisão
Nos anos 50, The Painted Stallion foi um dos 14 seriados da Republic a serem editados para a televisão, em 6 capítulos de 26½ minutos.

### Outros meios
Em 27 de dezembro de 2005, o DVD do seriado foi realizado pela Alpha Video.

## Crítica
Raymond Stedman descreve Thayer como tranquila, mas impressionante, e William Nobles é notado por seu trabalho de câmera. A partitura musical de Raoul Krausharr é uma ponte entre a "synthetic fusions" do som dos seriados anteriores e o "escore criativo" de seus sucessores na Republic. De acordo com Cline, The Painted Stallion é um excelente exemplo do sub-gênero “caravanas” do “Western”.

## Capítulos
1. Trail to Empire (27 min 35s)
2. Rider of the Stallion (17 min 6s)
3. The Death Leap (18 min 05s)
4. Avalanche (17 min 14s)
5. Volley of Death (16 min 42s)
6. Thundering Wheels (17 min 45s)
7. Trail Treachery (16 min 9s)
8. The Whistling Arrow (16 min 25s)
9. The Fatal Message (16 min 24s)
10. Ambush (15 min 59s)
11. Tunnel of Terror (16 min 17s)
12. Human Targets (16 min 48s)

Fonte: